# Olga Amberger
Olga Elisabetha Wilhelmina Amberger (Zürich, 8 augustus 1882 - aldaar, 21 augustus 1970) was een Zwitserse schrijfster, journaliste en kunstschilderes.

## Biografie
Olga Amberger was een dochter van Hermann Amberger, een bankdirecteur, en van Anna Gerspacher. Ze studeerde aan de hogere meisjesschool van Zürich en volgde een muziekopleiding. Ze studeerde ook aan de school voor toegepaste kunsten in Zürich en de school voor schone kunsten in Genève. Ze liep stage in verscheidene ateliers en maakte studiereizen naar het buitenland.
Aanvankelijk schreef ze historische artikelen, maar vanaf 1916 ook literaire teksten. Ze werkte vaak rond thema's zoals liefdesverhalen en buitengewone lotsbestemmingen. Haar romans Das Mädchen Franziska, Brandstifter en Alles ist Geheimnis werden als feuilleton gepubliceerd in de Neue Zürcher Zeitung in 1926, 1927 en 1944, maar werden nooit in boekvorm uitgebracht. Als schilderes, tekenares en illustratrice maakte ze landschappen, stadsgezichten en portretten.
In 1933 ontving ze de literaire beurs van het kanton Zürich voor haar fictie en haar werken over de lokale geschiedenis. Als lid van verscheidene comités, waaronder de Zürcher Museumgesellschaft, zette ze zich in voor de verspreiding van de literatuur.

## Werken
- (de)  In der Glücksschaukel, 1916 (novellen)
- (de)  Zeitgenossen Chodowieckis, 1921 (tekst bij werk van Daniel Chodowiecki)
- (de)  Das Mädchen Franziska, 1926 (roman)
- (de)  Brandstifter, 1927 (roman)
- (de)  Alles ist Geheimnis, 1944 (roman)
- (de)  Märchen aus dem Zauberreich, 1959 (verhalen) in opdracht van Nestlé